# Ситово (Пловдивская область)
Ситово (болг. Ситово) — село в Болгарии. Находится в Пловдивской области, входит в общину Родопи. Население составляет 67 человек.
Село получило известность в связи с обнаружением в конце 1930-х гг. археологической экспедицией А. Пеева Ситовской надписи. Только в 1990-х гг. надпись была дешифрована.

## Политическая ситуация
Кмет (мэр) общины Родопи — Йордан Георгиев Шишков (Болгарская социалистическая партия (БСП)) по результатам выборов в правление общины.